# ATP Challenger Tour 2020
L'ATP Challenger Tour 2020 è stata una serie di tornei internazionali maschili studiati per consentire a giocatori di seconda fascia di acquisire un ranking sufficiente per accedere ai tabelloni principali.
Erano previsti tornei con montepremi da 35 000 fino a 162 480 dollari.
Si trattava della quarantatreesima edizione del circuito di seconda fascia del tennis professionistico, il dodicesimo sotto il nome di Challenger Tour.

## Calendario

### Gennaio
| Settimana  | Torneo                                                                                             | Campione                                                      | Finalista                                    | Semifinalisti                       | Eliminati ai quarti                                                       |
| ---------- | -------------------------------------------------------------------------------------------------- | ------------------------------------------------------------- | -------------------------------------------- | ----------------------------------- | ------------------------------------------------------------------------- |
| 6 gennaio  | Canberra Challenger Bendigo, Australia Challenger 125 – Cemento – 48S/4Q/16D                       | Philipp Kohlschreiber 7–6(5), 4–6, 6–3                        | Emil Ruusuvuori                              | Denis Kudla Evgenij Donskoj         | Jaume Munar Dominik Koepfer Steve Johnson Kwon Soon-woo                   |
| 6 gennaio  | Canberra Challenger Bendigo, Australia Challenger 125 – Cemento – 48S/4Q/16D                       | Max Purcell Luke Saville 7–6(3), 7–6(3)                       | Jonathan Erlich Andrėj Vasileŭski            | Denis Kudla Evgenij Donskoj         | Jaume Munar Dominik Koepfer Steve Johnson Kwon Soon-woo                   |
| 6 gennaio  | Internationaux de Nouvelle-Calédonie Nouméa, Nuova Caledonia Challenger 90 – Cemento – 48S/4Q/16D  | Jeffrey John Wolf 6–2, 6–2                                    | Yūichi Sugita                                | Cedrik-Marcel Stebe Matteo Viola    | Tristan Lamasine Martin Kližan Roberto Marcora Blaž Kavčič                |
| 6 gennaio  | Internationaux de Nouvelle-Calédonie Nouméa, Nuova Caledonia Challenger 90 – Cemento – 48S/4Q/16D  | Andrea Pellegrino Mario Vilella Martínez 7–6(1), 3–6, [12–10] | Luca Margaroli Andrea Vavassori              | Cedrik-Marcel Stebe Matteo Viola    | Tristan Lamasine Martin Kližan Roberto Marcora Blaž Kavčič                |
| 6 gennaio  | Ann Arbor Challenger Ann Arbor, Stati Uniti Challenger 80 – Cemento (i) – 48S/4Q/16D               | Ulises Blanch 3–6, 6–4, 6–2                                   | Roberto Cid Subervi                          | Stefan Kozlov Daniel Altmaier       | Bjorn Fratangelo Roberto Quiroz Edan Leshem JC Aragone                    |
| 6 gennaio  | Ann Arbor Challenger Ann Arbor, Stati Uniti Challenger 80 – Cemento (i) – 48S/4Q/16D               | Robert Galloway Hans Hach Verdugo 4–6, 6–4, [10–8]            | Nicolás Barrientos Alejandro Gómez           | Stefan Kozlov Daniel Altmaier       | Bjorn Fratangelo Roberto Quiroz Edan Leshem JC Aragone                    |
| 13 gennaio | Bangkok Challenger Bangkok, Thailandia Challenger 80 – Cemento – 48S/4Q/16D                        | Attila Balázs 7–6(5), 0–6, 7–6(6)                             | Aslan Karacev                                | Gian Marco Moroni Roman Safiullin   | Wu Di Andrea Arnaboldi Borna Gojo Evgenij Karlovskij                      |
| 13 gennaio | Bangkok Challenger Bangkok, Thailandia Challenger 80 – Cemento – 48S/4Q/16D                        | Andrej Golubev Oleksandr Nedovjesov 3–6, 7–6(1), [10–5]       | Sanchai Ratiwatana Christopher Rungkat       | Gian Marco Moroni Roman Safiullin   | Wu Di Andrea Arnaboldi Borna Gojo Evgenij Karlovskij                      |
| 13 gennaio | Bendigo Challenger Bendigo, Australia Challenger 80 – Cemento – 48S/4Q/16D                         | Steve Johnson 7–6(2), 7–6(3)                                  | Stefano Travaglia                            | Andrea Vavassori Marcos Giron       | Damir Džumhur Harold Mayot Christopher O'Connell Roberto Carballés Baena  |
| 13 gennaio | Bendigo Challenger Bendigo, Australia Challenger 80 – Cemento – 48S/4Q/16D                         | Nikola Ćaćić Denys Molčanov 7–6(3), 6–4                       | Marcelo Arévalo Jonny O'Mara                 | Andrea Vavassori Marcos Giron       | Damir Džumhur Harold Mayot Christopher O'Connell Roberto Carballés Baena  |
| 20 gennaio | Open de Rennes Rennes, Francia Challenger 80 – Cemento (i) – 48S/4Q/16D                            | Arthur Rinderknech 7–5, 6–4                                   | James Ward                                   | Tobias Kamke Danilo Petrović        | Roberto Ortega Olmedo Cem İlkel Constant Lestienne Kyrian Jacquet         |
| 20 gennaio | Open de Rennes Rennes, Francia Challenger 80 – Cemento (i) – 48S/4Q/16D                            | Antonio Šančić Tristan-Samuel Weissborn 7–5, 6(5)–7, [10–7]   | Tejmuraz Gabašvili Lukáš Lacko               | Tobias Kamke Danilo Petrović        | Roberto Ortega Olmedo Cem İlkel Constant Lestienne Kyrian Jacquet         |
| 20 gennaio | Bangkok Challenger II Bangkok, Thailandia Challenger 80 – Cemento – 48S/4Q/16D                     | Federico Gaio 6–1, 4–6, 4–2 rit.                              | Robin Haase                                  | Dmitry Popko Hugo Grenier           | Jiří Veselý Daniel Altmaier Roman Safiullin Ramkumar Ramanathan           |
| 20 gennaio | Bangkok Challenger II Bangkok, Thailandia Challenger 80 – Cemento – 48S/4Q/16D                     | Gonzalo Escobar Miguel Ángel Reyes Varela 6–3, 6–3            | Gong Maoxin Zhang Ze                         | Dmitry Popko Hugo Grenier           | Jiří Veselý Daniel Altmaier Roman Safiullin Ramkumar Ramanathan           |
| 27 gennaio | Challenger Series - Newport Beach Newport Beach, Stati Uniti Challenger 125 – Cemento – 48S/4Q/16D | Thai-Son Kwiatkowski 6–4, 6–1                                 | Daniel Elahi Galán                           | Mitchell Krueger Steve Johnson      | Raymond Sarmiento Christopher Eubanks Bradley Klahn Denis Istomin         |
| 27 gennaio | Challenger Series - Newport Beach Newport Beach, Stati Uniti Challenger 125 – Cemento – 48S/4Q/16D | Ariel Behar Gonzalo Escobar 6–2, 6–4                          | Antonio Šančić Tristan-Samuel Weissborn      | Mitchell Krueger Steve Johnson      | Raymond Sarmiento Christopher Eubanks Bradley Klahn Denis Istomin         |
| 27 gennaio | Burnie International Burnie, Australia Challenger 80 – Cemento – 48S/4Q/16D                        | Tarō Daniel 6–2, 6–2                                          | Yannick Hanfmann                             | Jay Clarke Jason Kubler             | Mohamed Safwat Alex Bolt Li Zhe Michail Pervolarakis                      |
| 27 gennaio | Burnie International Burnie, Australia Challenger 80 – Cemento – 48S/4Q/16D                        | Harri Heliövaara Sem Verbeek 7–6(5), 7–6(4)                   | Luca Margaroli Andrea Vavassori              | Jay Clarke Jason Kubler             | Mohamed Safwat Alex Bolt Li Zhe Michail Pervolarakis                      |
| 27 gennaio | Punta Open Punta del Este, Uruguay Challenger 80 – Terra rossa – 48S/4Q/16D                        | Thiago Monteiro 7–6(3), 6(6)–7, 7–5                           | Marco Cecchinato                             | Andrej Martin Felipe Meligeni Alves | Alessandro Giannessi Facundo Bagnis Geoffrey Blancaneaux Guilherme Clezar |
| 27 gennaio | Punta Open Punta del Este, Uruguay Challenger 80 – Terra rossa – 48S/4Q/16D                        | Orlando Luz Rafael Matos 6–4, 6–2                             | Juan Manuel Cerúndolo Thiago Agustín Tirante | Andrej Martin Felipe Meligeni Alves | Alessandro Giannessi Facundo Bagnis Geoffrey Blancaneaux Guilherme Clezar |
| 27 gennaio | Open Quimper Bretagne Occidentale Quimper, Francia Challenger 80 – Cemento (i) – 48S/4Q/16D        | Cem İlkel 7–6(6), 7–5                                         | Maxime Janvier                               | Mathias Bourgue Lukáš Lacko         | Zdeněk Kolář Matthias Bachinger Miša Zverev Vít Kopřiva                   |
| 27 gennaio | Open Quimper Bretagne Occidentale Quimper, Francia Challenger 80 – Cemento (i) – 48S/4Q/16D        | Andrej Golubev Oleksandr Nedovjesov 6–4, 6–2                  | Ivan Sabanov Matej Sabanov                   | Mathias Bourgue Lukáš Lacko         | Zdeněk Kolář Matthias Bachinger Miša Zverev Vít Kopřiva                   |

### Febbraio
| Settimana   | Torneo                                                                                       | Campione                                                                          | Finalista                                                                         | Semifinalisti                          | Eliminati ai quarti                                                           |
| ----------- | -------------------------------------------------------------------------------------------- | --------------------------------------------------------------------------------- | --------------------------------------------------------------------------------- | -------------------------------------- | ----------------------------------------------------------------------------- |
| 3 febbraio  | Challenger of Dallas Dallas, Stati Uniti Challenger 100 – Cemento (i) – 48S/4Q/16D           | Jurij Rodionov 7–5, 7–6(10)                                                       | Denis Kudla                                                                       | Emilio Gómez Dominik Koepfer           | Frances Tiafoe Jeffrey John Wolf Mackenzie McDonald João Menezes              |
| 3 febbraio  | Challenger of Dallas Dallas, Stati Uniti Challenger 100 – Cemento (i) – 48S/4Q/16D           | Dennis Novikov Gonçalo Oliveira 6–3, 6–4                                          | Luis David Martínez Miguel Ángel Reyes Varela                                     | Emilio Gómez Dominik Koepfer           | Frances Tiafoe Jeffrey John Wolf Mackenzie McDonald João Menezes              |
| 3 febbraio  | Launceston International Launceston, Australia Challenger 80 – Cemento – 48S/4Q/16D          | Mohamed Safwat 7–6(5), 6–1                                                        | Alex Bolt                                                                         | Kimmer Coppejans Daniel Altmaier       | Liam Broady Lorenzo Giustino Borna Gojo Liam Caruana                          |
| 3 febbraio  | Launceston International Launceston, Australia Challenger 80 – Cemento – 48S/4Q/16D          | Evan King Benjamin Lock 3–6, 6–3, [10–8]                                          | Kimmer Coppejans Sergio Martos Gornés                                             | Kimmer Coppejans Daniel Altmaier       | Liam Broady Lorenzo Giustino Borna Gojo Liam Caruana                          |
| 10 febbraio | Bengaluru Open Bangalore, India Challenger 125 – Cemento – 48S/4Q/16D                        | James Duckworth 6–4, 6–4                                                          | Benjamin Bonzi                                                                    | Julian Ocleppo Stefano Travaglia       | Il'ja Ivaška Thomas Fabbiano Yūichi Sugita Blaž Rola                          |
| 10 febbraio | Bengaluru Open Bangalore, India Challenger 125 – Cemento – 48S/4Q/16D                        | Purav Raja Ramkumar Ramanathan 6–0, 6–3                                           | Matthew Ebden Leander Paes                                                        | Julian Ocleppo Stefano Travaglia       | Il'ja Ivaška Thomas Fabbiano Yūichi Sugita Blaž Rola                          |
| 10 febbraio | Cleveland Open Cleveland, Stati Uniti Challenger 80 – Cemento (i) – 48S/4Q/16D               | Mikael Torpegaard 6–3, 1–6, 6–1                                                   | Yosuke Watanuki                                                                   | Ernesto Escobedo Thomaz Bellucci       | Denis Kudla Ulises Blanch Geoffrey Blancaneaux Raymond Sarmiento              |
| 10 febbraio | Cleveland Open Cleveland, Stati Uniti Challenger 80 – Cemento (i) – 48S/4Q/16D               | Treat Conrad Huey Nathaniel Lammons 7–5, 6–2                                      | Luke Saville John-Patrick Smith                                                   | Ernesto Escobedo Thomaz Bellucci       | Denis Kudla Ulises Blanch Geoffrey Blancaneaux Raymond Sarmiento              |
| 10 febbraio | Challenger Cherbourg-La Manche Cherbourg, Francia Challenger 80 – Cemento (i) – 48S/4Q/16D   | Roman Safiullin 6–4, 6–2                                                          | Roberto Marcora                                                                   | Antoine Hoang Miša Zverev              | Matthias Bachinger Quentin Halys Mirza Bašić Zdeněk Kolář                     |
| 10 febbraio | Challenger Cherbourg-La Manche Cherbourg, Francia Challenger 80 – Cemento (i) – 48S/4Q/16D   | Pavel Kotov Roman Safiullin 7–6(6), 5–7, [12–10]                                  | Dan Added Albano Olivetti                                                         | Antoine Hoang Miša Zverev              | Matthias Bachinger Quentin Halys Mirza Bašić Zdeněk Kolář                     |
| 17 febbraio | Internazionali di Tennis di Bergamo Bergamo, Italia Challenger 80 – Cemento (i) – 48S/4Q/16D | Illja Marčenko vs Enzo Couacaud Torneo sospeso a causa della pandemia di COVID-19 | Illja Marčenko vs Enzo Couacaud Torneo sospeso a causa della pandemia di COVID-19 | Hugo Gaston Tseng Chun-hsin            | Cem İlkel Baptiste Crepatte Andrea Arnaboldi Roberto Marcora                  |
| 17 febbraio | Internazionali di Tennis di Bergamo Bergamo, Italia Challenger 80 – Cemento (i) – 48S/4Q/16D | Zdeněk Kolář Julian Ocleppo 6–4, 6–3                                              | Luca Margaroli Andrea Vavassori                                                   | Hugo Gaston Tseng Chun-hsin            | Cem İlkel Baptiste Crepatte Andrea Arnaboldi Roberto Marcora                  |
| 17 febbraio | Challenger de Drummondville Drummondville, Canada Challenger 80 – Cemento (i) – 48S/4Q/16D   | Maxime Cressy 6(4)–7, 6–4, 6–4                                                    | Arthur Rinderknech                                                                | Christopher O'Connell Johannes Härteis | Yosuke Watanuki Sebastian Korda Tobias Kamke Roberto Cid Subervi              |
| 17 febbraio | Challenger de Drummondville Drummondville, Canada Challenger 80 – Cemento (i) – 48S/4Q/16D   | Manuel Guinard Arthur Rinderknech 7–6(4), 7–6(3)                                  | Roberto Cid Subervi Gonçalo Oliveira                                              | Christopher O'Connell Johannes Härteis | Yosuke Watanuki Sebastian Korda Tobias Kamke Roberto Cid Subervi              |
| 17 febbraio | Koblenz Open Coblenza, Germania Challenger 80 – Cemento (i) – 48S/4Q/16D                     | Tomáš Macháč 6–3, 4–6, 6–3                                                        | Botic van de Zandschulp                                                           | Nicola Kuhn Ruben Bemelmans            | Yannick Maden Daniel Masur Dimităr Kuzmanov Yannick Hanfmann                  |
| 17 febbraio | Koblenz Open Coblenza, Germania Challenger 80 – Cemento (i) – 48S/4Q/16D                     | Sander Arends David Pel 7–6(4), 7–6(3)                                            | Julian Lenz Yannick Maden                                                         | Nicola Kuhn Ruben Bemelmans            | Yannick Maden Daniel Masur Dimităr Kuzmanov Yannick Hanfmann                  |
| 17 febbraio | Morelos Open Cuernavaca, Messico Challenger 80 – Cemento – 48S/4Q/16D                        | Jurij Rodionov 4–6, 6–2, 6–3                                                      | Juan Pablo Ficovich                                                               | Aziz Dougaz Guilherme Clezar           | Alexander Sarkissian Roberto Ortega Olmedo Daniel Altmaier Alejandro González |
| 17 febbraio | Morelos Open Cuernavaca, Messico Challenger 80 – Cemento – 48S/4Q/16D                        | Luke Saville John-Patrick Smith 6–3, 6(4)–7, [10–5]                               | Carlos Gómez-Herrera Shintaro Mochizuki                                           | Aziz Dougaz Guilherme Clezar           | Alexander Sarkissian Roberto Ortega Olmedo Daniel Altmaier Alejandro González |
| 24 febbraio | Teréga Open Pau–Pyrénées Pau, Francia Challenger 100 – Cemento (i) – 48S/4Q/16D              | Ernests Gulbis 6–3, 6–4                                                           | Jerzy Janowicz                                                                    | Jiří Veselý Tejmuraz Gabašvili         | Harold Mayot Hugo Grenier Benjamin Bonzi Quentin Halys                        |
| 24 febbraio | Teréga Open Pau–Pyrénées Pau, Francia Challenger 100 – Cemento (i) – 48S/4Q/16D              | Benjamin Bonzi Antoine Hoang 6–3, 6–2                                             | Simone Bolelli Florin Mergea                                                      | Jiří Veselý Tejmuraz Gabašvili         | Harold Mayot Hugo Grenier Benjamin Bonzi Quentin Halys                        |
| 24 febbraio | Calgary Challenger Calgary, Canada Challenger 90 – Cemento (i) – 48S/4Q/16D                  | Arthur Rinderknech 3–6, 7–6(5), 6–4                                               | Maxime Cressy                                                                     | Kacper Żuk Liam Broady                 | Tobias Kamke Geoffrey Blancaneaux Yusuke Takahashi Gonçalo Oliveira           |
| 24 febbraio | Calgary Challenger Calgary, Canada Challenger 90 – Cemento (i) – 48S/4Q/16D                  | Nathan Pasha Max Schnur 7–6(4), 6–3                                               | Harry Bourchier Filip Peliwo                                                      | Kacper Żuk Liam Broady                 | Tobias Kamke Geoffrey Blancaneaux Yusuke Takahashi Gonçalo Oliveira           |
| 24 febbraio | Columbus Challenger Columbus, Stati Uniti Challenger 80 – Cemento – 48S/4Q/16D               | Jeffrey John Wolf 6–4, 6–2                                                        | Denis Istomin                                                                     | Jurij Rodionov Mikael Torpegaard       | Kaichi Uchida Aleksandar Vukic Cedrik-Marcel Stebe Marc Polmans               |
| 24 febbraio | Columbus Challenger Columbus, Stati Uniti Challenger 80 – Cemento – 48S/4Q/16D               | Treat Conrad Huey Nathaniel Lammons 7–6(3), 7–6(4)                                | Lloyd Glasspool Alex Lawson                                                       | Jurij Rodionov Mikael Torpegaard       | Kaichi Uchida Aleksandar Vukic Cedrik-Marcel Stebe Marc Polmans               |

### Marzo
| Settimana      | Torneo                                                                                           | Campione                                              | Finalista                                            | Semifinalisti                                        | Eliminati ai quarti                                                                                             |
| -------------- | ------------------------------------------------------------------------------------------------ | ----------------------------------------------------- | ---------------------------------------------------- | ---------------------------------------------------- | --- |
| 2 marzo        | Challenger Series - Indian Wells Indian Wells, Stati Uniti Challenger 125 – Cemento – 48S/4Q/16D | Steve Johnson 6–4, 6–4                                | Jack Sock                                            | Brandon Nakashima Mitchell Krueger                   | Denis Kudla Marcos Giron Grégoire Barrère Noah Rubin                                                            |
| 2 marzo        | Challenger Series - Indian Wells Indian Wells, Stati Uniti Challenger 125 – Cemento – 48S/4Q/16D | Denis Kudla Thai-Son Kwiatkowski 6–3, 2–6, [10–6]     | Sebastian Korda Mitchell Krueger                     | Brandon Nakashima Mitchell Krueger                   | Denis Kudla Marcos Giron Grégoire Barrère Noah Rubin                                                            |
| 2 marzo        | Monterrey Challenger Monterrey, Messico Challenger 100 – Cemento – 48S/4Q/16D                    | Adrian Mannarino 6–1, 6–3                             | Aleksandar Vukic                                     | Ulises Blanch Ernesto Escobedo                       | John-Patrick Smith Pablo Andújar Jason Jung Kevin King                                                          |
| 2 marzo        | Monterrey Challenger Monterrey, Messico Challenger 100 – Cemento – 48S/4Q/16D                    | Karol Drzewiecki Gonçalo Oliveira 6(5)–7, 6–4, [11–9] | Orlando Luz Rafael Matos                             | Ulises Blanch Ernesto Escobedo                       | John-Patrick Smith Pablo Andújar Jason Jung Kevin King                                                          |
| 9 marzo        | President's Cup Nur-Sultan, Kazakistan Challenger 80 – Cemento (i) – 48S/4Q/16D                  | Tornei sospesi a causa della pandemia di COVID-19     | Tornei sospesi a causa della pandemia di COVID-19    | Tornei sospesi a causa della pandemia di COVID-19    | T Griekspoor vs P Kotov B Zapata Miralles vs A Karacev R Safiullin vs K Coppejans Jesper de Jong vs I Marchenko |
| 9 marzo        | PotchOpen Potchefstroom, Sudafrica Challenger 50 – Cemento – 32S/4Q/16D                          | Tornei sospesi a causa della pandemia di COVID-19     | Tornei sospesi a causa della pandemia di COVID-19    | Tornei sospesi a causa della pandemia di COVID-19    | B Bonzi vs S Doumbia D Brown vs D Masur vs F Reboul B Lock vs Hugo Grenier                                      |
| Resto di marzo | Tornei cancellati a causa della pandemia di COVID-19                                             | Tornei cancellati a causa della pandemia di COVID-19  | Tornei cancellati a causa della pandemia di COVID-19 | Tornei cancellati a causa della pandemia di COVID-19 | Tornei cancellati a causa della pandemia di COVID-19                                                            |

### Aprile-Luglio
Nessun torneo disputato a causa della pandemia di COVID-19.

### Agosto
| Settimana | Torneo | Campione                                          | Finalista                        | Semifinalisti                             | Eliminati ai quarti                                                         |
| --------- | --- | ------------------------------------------------- | -------------------------------- | ----------------------------------------- | --------------------------------------------------------------------------- |
| 17 agosto | I. ČLTK Prague Open Praga, Repubblica Ceca Challenger 125 – Terra rossa – 48S/4Q/16D Singolare – Doppio                  | Stan Wawrinka 7–6(2), 6–4                         | Aslan Karacev                    | Michael Vrbenský Pierre-Hugues Herbert    | Sumit Nagal Elias Ymer Tallon Griekspoor Henri Laaksonen                    |
| 17 agosto | I. ČLTK Prague Open Praga, Repubblica Ceca Challenger 125 – Terra rossa – 48S/4Q/16D Singolare – Doppio                  | Pierre-Hugues Herbert Arthur Rinderknech 6–3, 6–4 | Zdeněk Kolář Lukáš Rosol         | Michael Vrbenský Pierre-Hugues Herbert    | Sumit Nagal Elias Ymer Tallon Griekspoor Henri Laaksonen                    |
| 17 agosto | Internazionali di Tennis Città di Todi Todi, Italia Challenger 100 – Terra rossa – 32S/16Q/16D Singolare – Doppio        | Yannick Hanfmann 6–3, 6–3                         | Bernabé Zapata Miralles          | Antoine Hoang Gian Marco Moroni           | Facundo Bagnis Federico Gaio Cedrik-Marcel Stebe Marco Cecchinato           |
| 17 agosto | Internazionali di Tennis Città di Todi Todi, Italia Challenger 100 – Terra rossa – 32S/16Q/16D Singolare – Doppio        | Ariel Behar Andrej Golubev 6–4, 6–2               | Elliot Benchetrit Hugo Gaston    | Antoine Hoang Gian Marco Moroni           | Facundo Bagnis Federico Gaio Cedrik-Marcel Stebe Marco Cecchinato           |
| 24 agosto | Prague Open II Praga, Repubblica Ceca Challenger 125 – Terra rossa – 48S/4Q/16D Singolare – Doppio                       | Aslan Karacev 6–4, 7–6(6)                         | Tallon Griekspoor                | Dmitry Popko Lukáš Rosol                  | Stan Wawrinka Arthur Rinderknech Robin Haase Sebastian Ofner                |
| 24 agosto | Prague Open II Praga, Repubblica Ceca Challenger 125 – Terra rossa – 48S/4Q/16D Singolare – Doppio                       | Sander Arends David Pel 7–5, 7–6(5)               | André Göransson Gonçalo Oliveira | Dmitry Popko Lukáš Rosol                  | Stan Wawrinka Arthur Rinderknech Robin Haase Sebastian Ofner                |
| 24 agosto | Internazionali di Tennis Città di Trieste Trieste, Italia Challenger 100 – Terra rossa – 32S/16Q/16D Singolare – Doppio  | Carlos Alcaraz Garfia 6–4, 6–3                    | Riccardo Bonadio                 | Lorenzo Musetti Mario Vilella Martínez    | Juan Pablo Ficovich Tomás Martín Etcheverry Liam Broady Maximilian Marterer |
| 24 agosto | Internazionali di Tennis Città di Trieste Trieste, Italia Challenger 100 – Terra rossa – 32S/16Q/16D Singolare – Doppio  | Ariel Behar Andrej Golubev 6–4, 6–2               | Hugo Gaston Tristan Lamasine     | Lorenzo Musetti Mario Vilella Martínez    | Juan Pablo Ficovich Tomás Martín Etcheverry Liam Broady Maximilian Marterer |
| 31 agosto | Ostrava Open Ostrava, Repubblica Ceca Challenger 125 – Terra rossa – 32S/16Q/16D Singolare – Doppio                      | Aslan Karacev 6–4, 6–2                            | Oscar Otte                       | Botic van de Zandschulp Tallon Griekspoor | Lukáš Lacko Mats Moraing Zdeněk Kolář Il'ja Ivaška                          |
| 31 agosto | Ostrava Open Ostrava, Repubblica Ceca Challenger 125 – Terra rossa – 32S/16Q/16D Singolare – Doppio                      | Artem Sitak Igor Zelenay 7–5, 6–4                 | Karol Drzewiecki Szymon Walków   | Botic van de Zandschulp Tallon Griekspoor | Lukáš Lacko Mats Moraing Zdeněk Kolář Il'ja Ivaška                          |
| 31 agosto | Internazionali del Friuli Venezia Giulia Cordenons, Italia Challenger 100 – Terra rossa – 32S/16Q/16D Singolare – Doppio | Bernabé Zapata Miralles 6–2, 4–6, 6–2             | Carlos Alcaraz Garfia            | Alejandro Tabilo Daniel Altmaier          | Andrea Collarini Riccardo Bonadio Facundo Bagnis Lorenzo Musetti            |
| 31 agosto | Internazionali del Friuli Venezia Giulia Cordenons, Italia Challenger 100 – Terra rossa – 32S/16Q/16D Singolare – Doppio | Ariel Behar Andrej Golubev 7–5, 6–4               | Andrés Molteni Hugo Nys          | Alejandro Tabilo Daniel Altmaier          | Andrea Collarini Riccardo Bonadio Facundo Bagnis Lorenzo Musetti            |

### Settembre
| Settimana    | Torneo | Campione                                        | Finalista                         | Semifinalisti                            | Eliminati ai quarti                                                            |
| ------------ | --- | ----------------------------------------------- | --------------------------------- | ---------------------------------------- | ------------------------------------------------------------------------------ |
| 7 settembre  | Open du Pays d'Aix Aix-en-Provence, Francia Challenger 125 – Terra rossa – 32S/16Q/16D Singolare – Doppio           | Oscar Otte 6–2, 6(4)–7, 6–4                     | Thiago Seyboth Wild               | Alejandro Tabilo Daniel Altmaier         | Federico Gaio Antoine Hoang Danilo Petrović Pablo Cuevas                       |
| 7 settembre  | Open du Pays d'Aix Aix-en-Provence, Francia Challenger 125 – Terra rossa – 32S/16Q/16D Singolare – Doppio           | Andrés Molteni Hugo Nys 6–4, 7–6(4)             | Ariel Behar Gonzalo Escobar       | Alejandro Tabilo Daniel Altmaier         | Federico Gaio Antoine Hoang Danilo Petrović Pablo Cuevas                       |
| 7 settembre  | Czech Open Prostějov, Repubblica Ceca Challenger 125 – Terra rossa – 32S/16Q/16D Singolare – Doppio                 | Kamil Majchrzak 6–2, 7–6(5)                     | Pablo Andújar                     | Stefano Travaglia Jiří Lehečka           | Jozef Kovalík Martin Kližan Filip Horanský Aleksandar Vukic                    |
| 7 settembre  | Czech Open Prostějov, Repubblica Ceca Challenger 125 – Terra rossa – 32S/16Q/16D Singolare – Doppio                 | Zdeněk Kolář Lukáš Rosol 3–6, 7–5, [10–6]       | Sriram Balaji Divij Sharan        | Stefano Travaglia Jiří Lehečka           | Jozef Kovalík Martin Kližan Filip Horanský Aleksandar Vukic                    |
| 14 settembre | Iași Open Iași, Romania Challenger 100 – Terra rossa – 32S/16Q/16D Singolare – Doppio                               | Carlos Taberner 6–4, 7–6(4)                     | Mathias Bourgue                   | Pablo Andújar Jaume Munar                | Felipe Meligeni Alves Jurij Rodionov Adrián Menéndez Maceiras João Menezes     |
| 14 settembre | Iași Open Iași, Romania Challenger 100 – Terra rossa – 32S/16Q/16D Singolare – Doppio                               | Rafael Matos João Menezes 6–2, 6–2              | Treat Huey Nathaniel Lammons      | Pablo Andújar Jaume Munar                | Felipe Meligeni Alves Jurij Rodionov Adrián Menéndez Maceiras João Menezes     |
| 21 settembre | Internazionali di Tennis Città di Forlì Forlì, Italia Challenger 100 – Terra rossa – 32S/16Q/16D Singolare – Doppio | Lorenzo Musetti 7–6(2), 7–6(5)                  | Thiago Monteiro                   | Lloyd Harris Andrea Pellegrino           | Andreas Seppi Salvatore Caruso Alexander Ritschard Guilherme Clezar            |
| 21 settembre | Internazionali di Tennis Città di Forlì Forlì, Italia Challenger 100 – Terra rossa – 32S/16Q/16D Singolare – Doppio | Tomislav Brkić Nikola Ćaćić 3–6, 7–5, [10–3]    | Andrej Golubev Andrea Vavassori   | Lloyd Harris Andrea Pellegrino           | Andreas Seppi Salvatore Caruso Alexander Ritschard Guilherme Clezar            |
| 21 settembre | Sibiu Open Sibiu, Romania Challenger 80 – Terra rossa – 32S/16Q/16D Singolare – Doppio                              | Marc-Andrea Hüsler 7–5, 6–0                     | Tomás Martín Etcheverry           | Carlos Gómez-Herrera Francisco Cerúndolo | Johannes Härteis Borna Gojo Malek Jaziri Felipe Meligeni Alves                 |
| 21 settembre | Sibiu Open Sibiu, Romania Challenger 80 – Terra rossa – 32S/16Q/16D Singolare – Doppio                              | Hunter Reese Jan Zieliński 6–4, 6–2             | Robert Galloway Hans Hach Verdugo | Carlos Gómez-Herrera Francisco Cerúndolo | Johannes Härteis Borna Gojo Malek Jaziri Felipe Meligeni Alves                 |
| 28 settembre | Biella Challenger Biella, Italia Challenger 80 – Terra rossa – 32S/16Q/16D Singolare – Doppio                       | Facundo Bagnis 6(4)–7, 6–4, 0–0 rit.            | Blaž Kavčič                       | Blaž Rola Christopher O'Connell          | Matteo Viola Maxime Cressy Filip Horanský Denis Istomin                        |
| 28 settembre | Biella Challenger Biella, Italia Challenger 80 – Terra rossa – 32S/16Q/16D Singolare – Doppio                       | Harri Heliövaara Szymon Walków 7–5, 6–3         | Lloyd Glasspool Alex Lawson       | Blaž Rola Christopher O'Connell          | Matteo Viola Maxime Cressy Filip Horanský Denis Istomin                        |
| 28 settembre | Split Open Spalato, Croazia Challenger 80 – Terra rossa – 32S/16Q/16D Singolare – Doppio                            | Francisco Cerúndolo 4–6, 6–3, 7–6(4)            | Pedro Sousa                       | Borna Gojo Duje Ajduković                | Tomás Martín Etcheverry Alessandro Giannessi Maximilian Marterer Jozef Kovalík |
| 28 settembre | Split Open Spalato, Croazia Challenger 80 – Terra rossa – 32S/16Q/16D Singolare – Doppio                            | Treat Conrad Huey Nathaniel Lammons 6–4, 7–6(3) | André Göransson Hunter Reese      | Borna Gojo Duje Ajduković                | Tomás Martín Etcheverry Alessandro Giannessi Maximilian Marterer Jozef Kovalík |

### Ottobre
| Settimana  | Torneo | Campione                                                 | Finalista                            | Semifinalisti                                  | Eliminati ai quarti                                                  |
| ---------- | --- | -------------------------------------------------------- | ------------------------------------ | ---------------------------------------------- | -------------------------------------------------------------------- |
| 5 ottobre  | Internazionali di Tennis Emilia-Romagna Parma, Italia Challenger 125 – Terra rossa – 32S/16Q/16D Singolare – Doppio | Frances Tiafoe 6–3, 3–6, 6–4                             | Salvatore Caruso                     | Federico Delbonis Alexei Popyrin               | FIlippo Baldi Marco Cecchinato Laslo Đere Juan Pablo Ficovich        |
| 5 ottobre  | Internazionali di Tennis Emilia-Romagna Parma, Italia Challenger 125 – Terra rossa – 32S/16Q/16D Singolare – Doppio | Marcelo Arévalo Tomislav Brkić 6–4, 6–4                  | Ariel Behar Gonzalo Escobar          | Federico Delbonis Alexei Popyrin               | FIlippo Baldi Marco Cecchinato Laslo Đere Juan Pablo Ficovich        |
| 5 ottobre  | Sánchez-Casal Cup Barcellona, Spagna Challenger 80 – Terra rossa – 32S/16Q/16D Singolare – Doppio                   | Carlos Alcaraz 4–6, 6–2, 6–1                             | Damir Džumhur                        | Andrea Collarini Carlos Gimeno Valero          | Jaume Munar Filip Horanský Maxime Janvier Facundo Bagnis             |
| 5 ottobre  | Sánchez-Casal Cup Barcellona, Spagna Challenger 80 – Terra rossa – 32S/16Q/16D Singolare – Doppio                   | Szymon Walków Tristan-Samuel Weissborn 6–1, 4–6, [10–8]  | Harri Heliövaara Alex Lawson         | Andrea Collarini Carlos Gimeno Valero          | Jaume Munar Filip Horanský Maxime Janvier Facundo Bagnis             |
| 12 ottobre | JC Ferrero Challenger Open Alicante, Spagna Challenger 80 – Terra rossa – 32S/16Q/16D                               | Carlos Alcaraz 7–6(6), 6–3                               | Pedro Martínez                       | Bernabé Zapata Miralles Mario Vilella Martínez | Tomáš Macháč Aleksandar Vukic Juan Pablo Ficovich Steven Diez        |
| 12 ottobre | JC Ferrero Challenger Open Alicante, Spagna Challenger 80 – Terra rossa – 32S/16Q/16D                               | Enzo Couacaud Albano Olivetti 4–6, 6–4, [10–2]           | Íñigo Cervantes Oriol Roca Batalla   | Bernabé Zapata Miralles Mario Vilella Martínez | Tomáš Macháč Aleksandar Vukic Juan Pablo Ficovich Steven Diez        |
| 12 ottobre | Lisboa Belém Open Lisbona, Portogallo Challenger 80 – Terra rossa – 32S/16Q/16D                                     | Jaume Munar 7–6(3), 6–2                                  | Pedro Sousa                          | Federico Gaio Alessandro Giannessi             | Alexandre Müller Guilherme Clezar Dimitar Kuzmanov Dmitry Popko      |
| 12 ottobre | Lisboa Belém Open Lisbona, Portogallo Challenger 80 – Terra rossa – 32S/16Q/16D                                     | Roberto Cid Subervi Gonçalo Oliveira 7–6(5), 4–6, [10–4] | Harri Heliövaara Zdeněk Kolář        | Federico Gaio Alessandro Giannessi             | Alexandre Müller Guilherme Clezar Dimitar Kuzmanov Dmitry Popko      |
| 19 ottobre | Istanbul Challenger Istanbul, Turchia Challenger 100 – Cemento – 32S/16Q/16D Singolare – Doppio                     | Il'ja Ivaška 6–1, 6–4                                    | Martin Kližan                        | Borna Gojo Benjamin Bonzi                      | Mackenzie McDonald Sebastian Ofner Jason Jung Dmitry Popko           |
| 19 ottobre | Istanbul Challenger Istanbul, Turchia Challenger 100 – Cemento – 32S/16Q/16D Singolare – Doppio                     | Ariel Behar Gonzalo Escobar 4–6, 6–3, [10–7]             | Robert Galloway Nathaniel Lammons    | Borna Gojo Benjamin Bonzi                      | Mackenzie McDonald Sebastian Ofner Jason Jung Dmitry Popko           |
| 19 ottobre | Ismaning Challenger Ismaning, Germania Challenger 80 – Sintetico (i) – 32S/16Q/16D                                  | Marc-Andrea Hüsler 6(3)–7, 7–6(2), 7–5                   | Botic van de Zandschulp              | Antoine Hoang Prajnesh Gunneswaran             | Sebastian Korda Maximilian Marterer Daniel Masur Tobias Kamke        |
| 19 ottobre | Ismaning Challenger Ismaning, Germania Challenger 80 – Sintetico (i) – 32S/16Q/16D                                  | Andre Begemann David Pel 5–7, 7–6(2), [10–4]             | Lloyd Glasspool Alex Lawson          | Antoine Hoang Prajnesh Gunneswaran             | Sebastian Korda Maximilian Marterer Daniel Masur Tobias Kamke        |
| 26 ottobre | Tennis Challenger Hamburg Amburgo, Germania Challenger 80 – Cemento (i) – 32S/16Q/16D                               | Tarō Daniel 6–1, 6–2                                     | Sebastian Ofner                      | Kamil Majchrzak Botic van de Zandschulp        | Nikola Milojević Roman Safiullin Cedrik-Marcel Stebe Henri Laaksonen |
| 26 ottobre | Tennis Challenger Hamburg Amburgo, Germania Challenger 80 – Cemento (i) – 32S/16Q/16D                               | Marc-Andrea Hüsler Kamil Majchrzak 6–3, 1–6, [20–18]     | Lloyd Glasspool Alex Lawson          | Kamil Majchrzak Botic van de Zandschulp        | Nikola Milojević Roman Safiullin Cedrik-Marcel Stebe Henri Laaksonen |
| 26 ottobre | Marbella Tennis Open Marbella, Spain Challenger 80 – Terra rossa – 32S/16Q/16D                                      | Pedro Martínez 7–6(4), 6–2                               | Jaume Munar                          | Alexandre Müller Carlos Taberner               | Carlos Gimeno Valero Vít Kopřiva Daniel Elahi Galán Blaž Rola        |
| 26 ottobre | Marbella Tennis Open Marbella, Spain Challenger 80 – Terra rossa – 32S/16Q/16D                                      | Gerard Granollers Pujol Pedro Martínez 6–3, 6–4          | Luis David Martínez Fernando Romboli | Alexandre Müller Carlos Taberner               | Carlos Gimeno Valero Vít Kopřiva Daniel Elahi Galán Blaž Rola        |

### Novembre
| Settimana   | Torneo | Campione                                                   | Finalista                                 | Semifinalisti                             | Eliminati ai quarti                                                           |
| ----------- | --- | ---------------------------------------------------------- | ----------------------------------------- | ----------------------------------------- | ----------------------------------------------------------------------------- |
| 2 novembre  | Challenger Eckental Eckental, Germania Challenger 100 – Sintetico (i) – 32S/16Q/16D Singolare – Doppio    | Sebastian Korda 6-4, 6–4                                   | Ramkumar Ramanathan                       | Marvin Möller Il'ja Ivaška                | Kamil Majchrzak Evgenij Donskoj Marc-Andrea Hüsler Alexei Popyrin             |
| 2 novembre  | Challenger Eckental Eckental, Germania Challenger 100 – Sintetico (i) – 32S/16Q/16D Singolare – Doppio    | Dustin Brown Antoine Hoang 6(8)–7, 7–5, [13–11]            | Lloyd Glasspool Alex Lawson               | Marvin Möller Il'ja Ivaška                | Kamil Majchrzak Evgenij Donskoj Marc-Andrea Hüsler Alexei Popyrin             |
| 2 novembre  | Internazionali di Tennis Città di Parma Parma, Italia Challenger 80 – Cemento (i) – 32S/16Q/16D           | Cedrik-Marcel Stebe 6-4, 6-4                               | Liam Broady                               | Andrea Arnaboldi Quentin Halys            | Frederico Ferreira Silva Maxime Cressy Roberto Marcora Luca Vanni             |
| 2 novembre  | Internazionali di Tennis Città di Parma Parma, Italia Challenger 80 – Cemento (i) – 32S/16Q/16D           | Grégoire Barrère Albano Olivetti 6–2, 6–4                  | Sadio Doumbia Fabien Reboul               | Andrea Arnaboldi Quentin Halys            | Frederico Ferreira Silva Maxime Cressy Roberto Marcora Luca Vanni             |
| 9 novembre  | Slovak Open Bratislava, Slovacchia Challenger 80 – Cemento (i) – 32S/16Q/16D                              | Maximilian Marterer 6(3)–7, 6–2, 7–5                       | Tomáš Macháč                              | Lukáš Klein Antoine Hoang                 | Emil Ruusuvuori Matteo Viola Mathias Bourgue Serhij Stachovs'kyj              |
| 9 novembre  | Slovak Open Bratislava, Slovacchia Challenger 80 – Cemento (i) – 32S/16Q/16D                              | Harri Heliövaara Emil Ruusuvuori 6–4, 6–3                  | Lukáš Klein Alex Molčan                   | Lukáš Klein Antoine Hoang                 | Emil Ruusuvuori Matteo Viola Mathias Bourgue Serhij Stachovs'kyj              |
| 9 novembre  | Cary Challenger Cary, Stati Uniti Challenger 80 – Cemento – 32S/16Q/16D                                   | Denis Kudla 3–6, 6–3, 6–0                                  | Prajnesh Gunneswaran                      | Mikael Torpegaard Daniel Elahi Galán      | Brandon Nakashima Thomaz Bellucci Christopher Eubanks Dmitry Popko            |
| 9 novembre  | Cary Challenger Cary, Stati Uniti Challenger 80 – Cemento – 32S/16Q/16D                                   | Tejmuraz Gabašvili Dennis Novikov 7–5, 4–6, [10–8]         | Luke Bambridge Nathaniel Lammons          | Mikael Torpegaard Daniel Elahi Galán      | Brandon Nakashima Thomaz Bellucci Christopher Eubanks Dmitry Popko            |
| 16 novembre | Challenger Ciudad de Guayaquil Guayaquil, Ecuador Challenger 80 – Terra rossa – 32S/16Q/16D               | Francisco Cerúndolo 6–4, 3–6, 6–2                          | Andrej Martin                             | Jesper de Jong Roberto Carballés Baena    | Oriol Roca Batalla Sebastián Báez Jaume Munar Pedro Sousa                     |
| 16 novembre | Challenger Ciudad de Guayaquil Guayaquil, Ecuador Challenger 80 – Terra rossa – 32S/16Q/16D               | Luis David Martínez Felipe Meligeni Alves 6–0, 4–6, [10–3] | Sergio Martos Gornés Jaume Munar          | Jesper de Jong Roberto Carballés Baena    | Oriol Roca Batalla Sebastián Báez Jaume Munar Pedro Sousa                     |
| 16 novembre | Orlando Open Orlando, Stati Uniti Challenger 80 – Cemento – 32S/16Q/16D                                   | Brandon Nakashima 6–3, 6–4                                 | Prajnesh Gunneswaran                      | Mitchell Krueger Christopher Eubanks      | Mackenzie McDonald Alexander Ritschard Dmitry Popko Denis Kudla               |
| 16 novembre | Orlando Open Orlando, Stati Uniti Challenger 80 – Cemento – 32S/16Q/16D                                   | Andrej Golubev Oleksandr Nedovjesov 7–5, 6–4               | Mitchell Krueger Jackson Withrow          | Mitchell Krueger Christopher Eubanks      | Mackenzie McDonald Alexander Ritschard Dmitry Popko Denis Kudla               |
| 16 novembre | Internazionali Tennis Val Gardena Südtirol Ortisei, Italia Challenger 80 – Cemento (i) – 32S/16Q/16D      | Il'ja Ivaška 6–4, 3–6, 7–6(3)                              | Antoine Hoang                             | Alexandre Müller Aslan Karacev            | Illja Marčenko Julian Lenz Federico Gaio Tomáš Macháč                         |
| 16 novembre | Internazionali Tennis Val Gardena Südtirol Ortisei, Italia Challenger 80 – Cemento (i) – 32S/16Q/16D      | Andre Begemann Albano Olivetti 6–3, 6–2                    | Ivan Sabanov Matej Sabanov                | Alexandre Müller Aslan Karacev            | Illja Marčenko Julian Lenz Federico Gaio Tomáš Macháč                         |
| 23 novembre | São Paulo Challenger de Tênis San Paolo, Brasile Challenger 80 – Terra rossa – 32S/16Q/16D –              | Felipe Meligeni Alves 6–2, 7–6(1)                          | Frederico Ferreira Silva                  | Pedro Sakamoto João Menezes               | Maxime Janvier Dmitry Popko Camilo Ugo Carabelli Matheus Pucinelli de Almeida |
| 23 novembre | São Paulo Challenger de Tênis San Paolo, Brasile Challenger 80 – Terra rossa – 32S/16Q/16D –              | Luis David Martínez Felipe Meligeni Alves 6–3, 6–3         | Rogério Dutra da Silva Fernando Romboli   | Pedro Sakamoto João Menezes               | Maxime Janvier Dmitry Popko Camilo Ugo Carabelli Matheus Pucinelli de Almeida |
| 23 novembre | Lima Challenger Lima, Perù Challenger 80 – Terra rossa – 32S/16Q/16D                                      | Daniel Elahi Galán 6–1, 3–6, 6–3                           | Thiago Agustín Tirante                    | Vitaliy Sachko Marcelo Tomás Barrios Vera | Francisco Cerúndolo Alejandro Tabilo Vít Kopřiva Roberto Carballés Baena      |
| 23 novembre | Lima Challenger Lima, Perù Challenger 80 – Terra rossa – 32S/16Q/16D                                      | Íñigo Cervantes Oriol Roca Batalla 6–3, 6–4                | Collin Altamirano Vitaliy Sachko          | Vitaliy Sachko Marcelo Tomás Barrios Vera | Francisco Cerúndolo Alejandro Tabilo Vít Kopřiva Roberto Carballés Baena      |
| 30 novembre | Campeonato Internacional de Tênis de Campinas Campinas, Brasile Challenger 80 – Terra rossa – 32S/16Q/16D | Francisco Cerúndolo 6–4, 3–6, 6–3                          | Roberto Carballés Baena                   | Daniel Elahi Galán Felipe Meligeni Alves  | Mohamed Safwat Dmitry Popko Facundo Bagnis Alejandro Tabilo                   |
| 30 novembre | Campeonato Internacional de Tênis de Campinas Campinas, Brasile Challenger 80 – Terra rossa – 32S/16Q/16D | Sadio Doumbia Fabien Reboul 6(7)–7, 7–5, [10–7]            | Luis David Martínez Felipe Meligeni Alves | Daniel Elahi Galán Felipe Meligeni Alves  | Mohamed Safwat Dmitry Popko Facundo Bagnis Alejandro Tabilo                   |
| 30 novembre | Maia Challenger Maia, Portogallo Challenger 80 – Terra rossa (i) – 32S/16Q/16D                            | Pedro Sousa 6–0, 5–7, 6–2                                  | Carlos Taberner                           | Duje Ajduković Bernabé Zapata Miralles    | Andrea Arnaboldi Jozef Kovalík Henri Laaksonen Kimmer Coppejans               |
| 30 novembre | Maia Challenger Maia, Portogallo Challenger 80 – Terra rossa (i) – 32S/16Q/16D                            | Zdeněk Kolář Andrea Vavassori 6–3, 6–4                     | Lloyd Glasspool Harri Heliövaara          | Duje Ajduković Bernabé Zapata Miralles    | Andrea Arnaboldi Jozef Kovalík Henri Laaksonen Kimmer Coppejans               |

## Assegnazione dei punti
I punti per il ranking ATP sono stati assegnati come dalla seguente tabella:
| Categoria del torneo | Singolare | Singolare | Singolare | Singolare | Singolare | Singolare | Singolare | Singolare | Doppio | Doppio | Doppio | Doppio | Doppio |
| Categoria del torneo | V         | F         | SF        | QF        | R16       | R32       | R48       | Q         | W      | F      | SF     | QF     | R16    |
| -------------------- | --------- | --------- | --------- | --------- | --------- | --------- | --------- | --------- | ------ | ------ | ------ | ------ | ------ |
| Challenger 125       | 125       | 75        | 45        | 25        | 10        | 5         | 0         | 1         | 125    | 75     | 45     | 25     | 0      |
| Challenger 110       | 110       | 65        | 40        | 20        | 9         | 5         | 0         | 1         | 110    | 65     | 40     | 20     | 0      |
| Challenger 100       | 100       | 60        | 35        | 18        | 8         | 5         | 0         | 1         | 100    | 60     | 35     | 18     | 0      |
| Challenger 90        | 90        | 55        | 33        | 17        | 8         | 5         | 0         | 1         | 90     | 55     | 33     | 17     | 0      |
| Challenger 80        | 80        | 48        | 29        | 15        | 7         | 4         | 0         | 1         | 80     | 48     | 29     | 15     | 0      |
| Challenger 50        | 50        | 30        | 15        | 7         | 4         | 0         | –         | 1         | 50     | 30     | 15     | 7      | 0      |